# Хрупов, Анатолий Васильевич
Анатолий Васильевич Хрупов (род. 3 июля 1939, Москва) — советский и российский фотокорреспондент и фотохудожник.

## Биография
Анатолий Хрупов родился 3 июля 1939 года в Москве.
Интерес к фотографии у Хрупова появился ещё в детстве, когда он увидел деревенского фотографа с аппаратом на треноге. Впоследствии бабушка купила Анатолию фотоаппарат «Любитель».
В 19-летнем возрасте стал самостоятельно изучать по учебникам и журналам теорию и практику фотодела.
В 1959 году фото, сделанное Хруповым, впервые было опубликовано в газете «Московская правда». Во время срочной службы продолжал заниматься фотожурналистикой — его работы печатали в армейских газетах. После демобилизации окончил фотографические курсы при Московском доме журналистов.
В 1965 году вступил в Союз журналистов СССР.

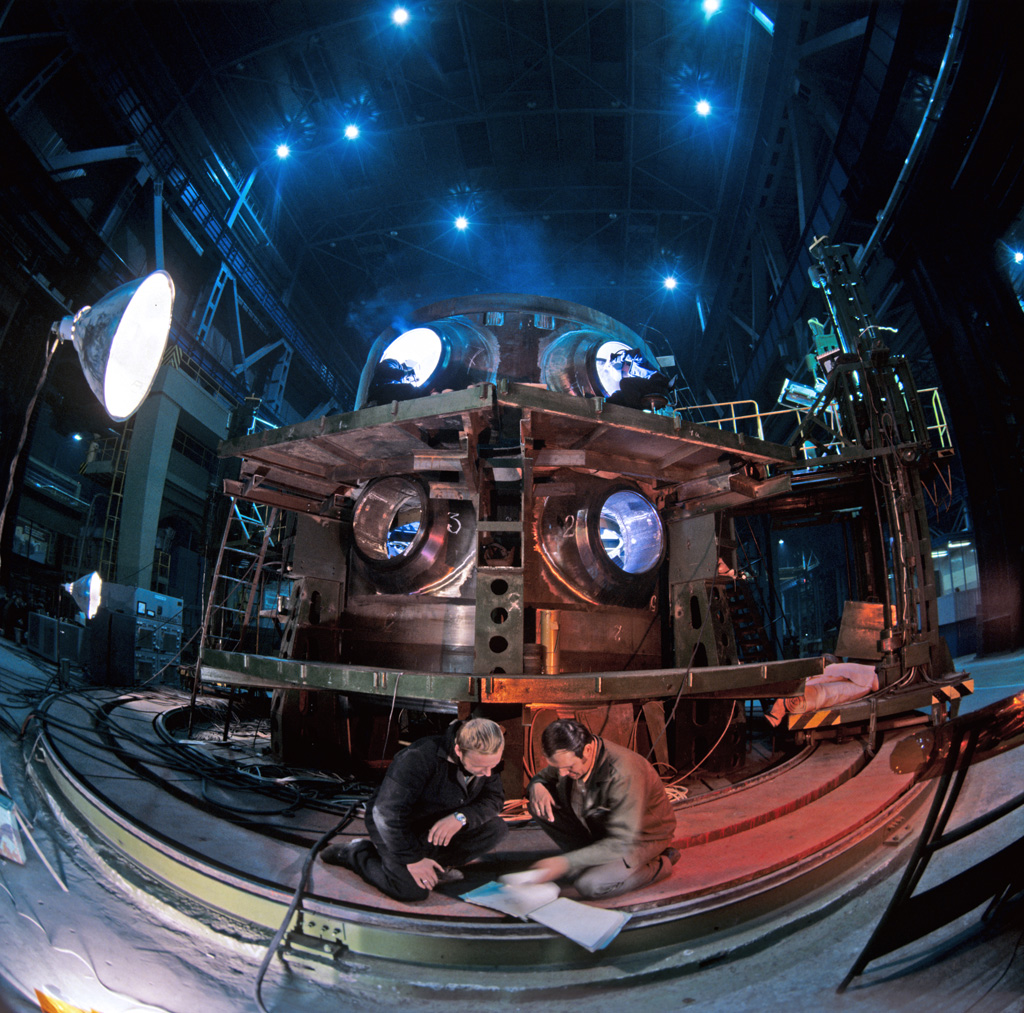
Обработка корпуса реактора на волгодонском «Атоммаше», 1982 год. Фото Анатолия Хрупова

Работал фотокорреспондентом московской областной газеты «Ленинское знамя», затем трудился в газете «Правда». С 1973 года фотографии Хрупова печатались в «Литературной газете».
В 1977—1992 годах был специальным фотокорреспондентом журнала «Советский Союз». За этот период опубликовал в издании репортажи из разных регионов страны, а также из двадцати стран зарубежья.
В 1987 году был удостоен премии Союза журналистов СССР.
В постсоветский период работал в газетах «Третье сословие», «Федерация», «Общая газета», «Российские вести».

## Выставки
В 2008—2010 годах неоднократно участвовал в выставках, которые проходили в московском Центре фотографии имени братьев Люмьер: «Антология русской фотографии XX века. Фото 60—70» (2008), «Мы. Люди страны. Лучшие фотографии XX века» (2012), «Советское фото» (2015), «Gaudeamus. Из истории российского студенчества» (2016), «Революция людей» (2017), «(Не)возможно увидеть: Северная Корея» (2017).
В 2013 году снимки Хрупова были представлены на международной выставке «Понедельник начинается в субботу», которая состоялась в норвежском городе Берген в рамках Международной ассамблеи современного искусства. Наиболее популярной оказалось его фото «Вильнюс. Государственный университет. В лаборатории физики», сделанное в 1960-е годы. Афиши с этим снимком Хрупова были вывешены во многих местах Бергена.
В декабре 2019 году в Москве открылась приуроченная к 80-летию Хрупова выставка «Продолжаю жизни бег...», на которой были представлены около 150 работ, в которых была запечатлена жизнь СССР. В 2021 году выставка была показана в Волгодонске, который фотограф неоднократно посещал в советские годы.
Помимо участия в выставках в России и за рубежом также занимается их организацией.